# 이케다 하루나
이케다 하루나(일본어: 池田春菜)는 일본의 싱어송라이터이다. 주로 애니메이션 노래를 부른다.